# 高桥有纪子
高桥有纪子（日语：／ Takahashi Yukiko，1967年11月12日—），日本女子排球、沙滩排球运动员。她曾代表日本参加1988年、1992年、1996年和2000年夏季奥林匹克运动会。她也曾参加1998年亚洲运动会。